# Fred Blinkhorn
Frederick Blinkhorn (2 tháng 8 năm 1901 – 1983) là một cầu thủ bóng đá người Anh thi đấu ở vị trí hậu vệ ở Football League cho Burnley.